# Gessamí d'hivern
|  | Per a altres significats, vegeu «Jasminum mesnyi». |

El gessamí d'hivern o englantina (Jasminum nudiflorum) és un arbust del gènere dels gessamins de la família de les oleàcies que floreix a l'hivern, quan no hi ha fulles, cosa que explica el seu nom específic: nudiflorum.
Assoleix una alçada d'entre 30 i 90 cm i una amplada d'entre 2 i 4 m. Té fulles pinnades i oposades de color verd fosc. Les flors solitàries tenen sis pètals de color groc clar que creixen a les axil·les.

## Cultura
El gessamí d'hivern estima el sol o la mitja ombra. És vivaç. Es pot podar força; s'ha de podar a la primavera després de la florescència. Es capfica per a propagar i hom pot fer-ne bonsais.